# Thomas Percy (1er baron Egremont)
Pour les articles homonymes, voir Thomas Percy.
Thomas Percy (29 novembre 1422 – 10 juillet 1460), 1er baron Egremont, est un important seigneur du Nord de l'Angleterre et un combattant lancastrien durant la guerre des Deux-Roses.

## Biographie

### Jeunesse
Né le 29 novembre 1422 à Leconfield dans le Yorkshire, Thomas Percy est le troisième fils d'Henry Percy, 2e comte de Northumberland, et d'Éléonore Neville. Décrit comme « querelleur, violent et méprisant envers toute autorité », il est impliqué très tôt dans de nombreuses émeutes et troubles. En 1447, il attaque les vassaux de l'archevêque d'York John Kemp en dehors du village de Stamford Bridge, peut-être dans le but de dénigrer l'autorité de Kemp. Il est arrêté et brièvement emprisonné au château d'York, sans doute à cause de pressions exercées par l'archevêque sur le shérif local. Il n'est toutefois pas impossible que John Kemp ait à cette occasion bénéficié du soutien tacite du roi Henri VI, ce qui aura des conséquences désastreuses quelques années plus tard lorsque la famille Percy cherchera à éviter l'immixtion de la couronne dans son conflit avec la famille Neville.

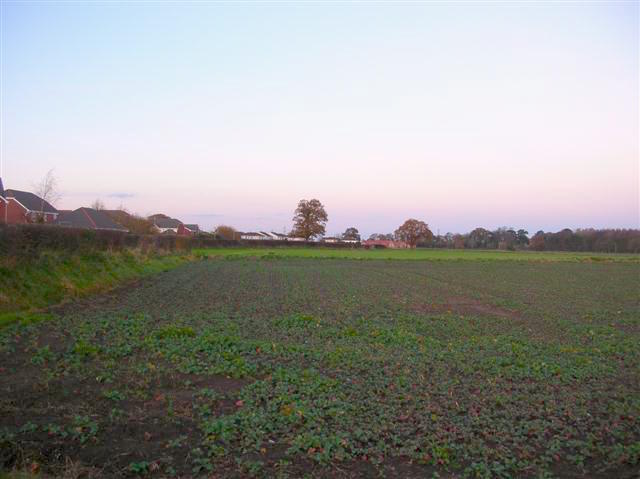
Stamford Bridge, où a lieu l'affrontement final entre les Neville et les Percy.

Dans le but d'écarter son fils turbulent de ses propres possessions, le comte de Northumberland lui attribue des terres situées dans le Cumberland et lui confie l'honneur de Cockermouth, qui comprend le château d'Egremont. Grâce aux relations de son père avec la cour, Thomas Percy est élevé par lettres patentes le 20 novembre 1449 au rang de baron Egremont avec un revenu annuel de 10 livres. Pour autant, il semble avoir obtenu un revenu inférieur à ses espérances. En effet, les domaines des Percy dans le Cumberland se sont réduits du quart entre 1416 et 1470. Par ailleurs, la baronnie elle-même a été divisée en trois en raison d'héritages et au moins un tiers de celle-ci a été attribué à Richard Neville, 5e comte de Salisbury, pour un bail de 40 ans. Malgré l'acquisition de son nouveau titre, Thomas Percy ne s'assagit pas et s'attaque aux officiers royaux, en particulier le shérif de Cockermouth en 1453.

### Querelle avec les Neville
En 1453, la rivalité déjà existante entre les familles Percy et Neville se transforme en violence ouverte, puisque Thomas Percy recherche activement le combat avec John Neville, un des fils du comte de Salisbury. Au mois de juin, ils sont tous deux convoqués auprès du roi, mais Thomas refuse de se présenter. Le mois suivant, des dispositions sont prises pour qu'il aille rejoindre l'armée de John Talbot, 1er comte de Shrewsbury, en Aquitaine afin de l'éloigner des Neville. Toutefois, l'annonce du mariage de Thomas Neville avec la nièce et héritière du riche et influent baron du Nord Ralph de Cromwell met le feu aux poudres. En effet, la nouvelle connexion entre Cromwell et les Neville leur donne un accès immédiat aux manoirs de Wressle et Burwell, auparavant détenus par les Percy et que ces derniers avaient sans doute espéré pouvoir récupérer après la mort de Cromwell. Le 24 août 1453, alors que Thomas Neville retourne dans le Yorkshire avec sa nouvelle épouse et sa suite après avoir célébré ses noces chez Ralph de Cromwell au château de Tattershall, Thomas Percy, accompagné de son frère cadet Richard et de John Clifford, prend le commandement d'une force de 5 000 hommes et lui tend une embuscade près d'Heworth. Les forces de Thomas Neville s'en sortent indemnes et parviennent à repousser les assaillants, avant de poursuivre leur route vers Sheriff Hutton, mais la querelle entre les deux familles va s'exacerber les mois suivants.
Au moment où a lieu l'escarmouche d'Heworth, Henri VI sombre dans la folie, privant ainsi pendant plusieurs mois le royaume d'un gouvernement fort. Le conseil royal échoue à intervenir dans la querelle Percy-Neville, ce qui pousse en mars 1454 le comte de Salisbury à soutenir son beau-frère Richard Plantagenêt, 3e duc d'York, pour l'obtention du poste de Lord-protecteur du royaume pendant la maladie du roi. Alarmés face à cette situation qui les désavantage complètement, les Percy appuient la revendication d'Henri Holland, 3e duc d'Exeter, au poste de Lord-protecteur : Thomas le rencontre rapidement et les deux hommes jurent de se prêter mutuelle assistance. Le 14 mai 1454, ils occupent par provocation la ville d'York. Face à ce défi à son autorité, le duc d'York les rejoint en cinq jours et les contraint à la fuite. Il retourne peu après à Londres et charge les Neville de neutraliser le baron Egremont. Finalement, le 31 octobre ou le 1er novembre 1454, Thomas et John Neville attaquent Thomas et Richard Percy à Stamford Bridge. Mise en déroute, une partie de l'armée des Percy s'enfuit et les deux frères sont capturés. Afin de le priver de toute influence, les Neville convoquent un tribunal au cours duquel le baron Egremont est jugé pour rébellion et condamné à payer au comte de Salisbury une amende de 11 200 livres. Incapable de payer cette somme colossale, Thomas Percy est immédiatement emprisonné à la prison de Newgate.

### Évasion et mort
La captivité de Thomas Percy à Newgate dure deux ans. Entretemps, les relations entre le parti de la cour et le duc d'York se dégradent, surtout lorsque Henri VI retrouve la raison et démet le duc de son protectorat en février 1455. Convoqués peu après à un grand conseil, le duc d'York et ses alliés Neville craignent d'être accusés de haute trahison et mobilisent une armée qui défait l'escorte d'Henri VI lors de la première bataille de St Albans le 22 mai. Au cours de cette bataille, le roi est blessé et capturé, tandis que le comte de Northumberland est tué par les archers du comte de Salisbury. Le duc d'York exerce ensuite jusqu'en février 1456 un second protectorat, en raison d'une nouvelle crise de démence d'Henri VI. De son côté, Thomas Percy planifie son évasion en corrompant ses geôliers. Le 13 novembre 1456, il parvient à s'emparer d'armes et à libérer les autres prisonniers de la prison, avant de s'enfuir à cheval avec son frère Richard. La fuite du baron Egremont coïncide avec le départ de la cour vers les Midlands et la rupture progressive de la reine Marguerite d'Anjou avec la politique du duc d'York. En janvier 1458, il est convoqué à Londres avec son frère aîné Henry, désormais comte de Northumberland, par Henri VI afin de résorber le conflit avec les Neville. Arrivé dans la capitale avec une force de 1 500 hommes, Thomas Percy obtient après d'âpres négociations l'annulation de son amende et jure de faire la paix avec le comte de Salisbury et ses fils. 
Malgré cette tentative de paix, les relations entre les maisons de Lancastre et d'York se détériorent au fil des mois. Déjà, en juin 1458, Thomas Percy réussit à obtenir la possession du manoir de Wressle, qui avait été la cause du conflit avec les Neville. En octobre 1459, le baron Egremont figure au sein de l'armée lancastrienne lors de la déroute de Ludford Bridge, qui contraint le duc d'York et ses alliés à l'exil. En récompense de sa loyauté, Henri VI lui attribue en décembre le poste de connétable du château du duc à Conisbrough. La situation bascule à nouveau en juin 1460, puisque le comte de Salisbury, réfugié à Calais depuis sa défaite l'année précédente, débarque à Sandwich dans le Kent. Accueillies avec enthousiasme par la population locale, les forces yorkistes pénètrent dans Londres. Pendant ce temps, Henri VI se trouve à Coventry, où il convoque son armée. Rejoint par Humphrey Stafford, 1er duc de Buckingham, John Talbot, 2e comte de Shrewsbury, et Thomas Percy, le roi avance jusqu'à Northampton, où il rencontre le 10 juillet l'armée yorkiste commandée par Richard Neville, 16e comte de Warwick. Après des négociations infructueuses, le comte de Warwick donne l'assaut et, aidé par une défection dans le camp lancastrien, met en déroute l'armée royale. Le baron Egremont, tout comme le duc de Buckingham et le comte de Shrewsbury, trouve la mort alors qu'il tente de protéger la tente d'Henri VI, qui est capturé à l'issue des combats.

## Descendance
Jamais marié, Thomas Percy laisse pourtant au moins un enfant illégitime :
- John Egremont[1] (vers 1459 – après le 30 mai 1505), commandant du soulèvement du Yorkshire en 1489.